# Cyril Alden
Cyril Albert Alden (Bermondsey, 6 de noviembre de 1887-Shipdham, 25 de junio de 1965) fue un deportista británico que compitió en ciclismo en la modalidad de pista.
Participó en dos Juegos Olímpicos de Verano en los años 1920 y 1924, obteniendo tres medallas, dos platas en Amberes 1920 y plata en París 1924.

## Medallero internacional
| Juegos Olímpicos | Juegos Olímpicos  | Juegos Olímpicos | Juegos Olímpicos        |
| Año              | Lugar             | Medalla          | Competición             |
| ---------------- | ----------------- | ---------------- | ----------------------- |
| 1920             | Amberes (Bélgica) | Medalla de plata | 50 km                   |
| 1920             | Amberes (Bélgica) | Medalla de plata | Persecución por equipos |
| 1924             | París (Francia)   | Medalla de plata | 50 km                   |